# Array associativo
L'array associativo è un array i cui elementi sono accessibili mediante nomi, quindi stringhe anziché indici puramente numerici.  Questo non comporta però l'obbligo di utilizzare solo un tipo di indice: alcuni elementi dell'array possono avere un indice numerico, altri un indice di tipo stringa.
Segue un esempio in linguaggio PHP:
```
$auto
[
"marca"
]
 
=
 
'FIAT'
;

$auto
[
"modello"
]
 
=
 
'500L'
;

$auto
[
"colore"
]
 
=
 
'Blu'
;

$auto
[
"anno"
]
 
=
 
1956
;

$auto
[
"revisionata"
]
 
=
 
true
;

```

L'indice, racchiuso tra le parentesi quadre è l'elemento attraverso il quale è possibile accedere al valore corrispondente dell'array.  In PHP poi, come con altri linguaggi interpretati, gli array possono avere valori di tipo diverso.  Nell'esempio abbiamo valori di tipo stringa, intero, booleano.